# Кощино-1
Кощино-1 — деревня в Смоленском районе Смоленской области России. Входит в состав Кощинского сельского поселения. По состоянию на 2007 год постоянного населения не имеет. 
Расположена в западной части области в 14 км к юго-востоку от Смоленска, в 2 км восточнее автодороги А141 Орёл — Витебск. В 7 км севернее деревни расположена железнодорожная станция Тычинино на линии Смоленск — Рославль. 

## История
В годы Великой Отечественной войны деревня была оккупирована гитлеровскими войсками в июле 1941 года, освобождена в сентябре 1943 года. 